# Władimir Rieszetnikow
Władimir Iwanowicz Rieszetnikow (ros. Владимир Иванович Решетилов, ur. 28 marca 1937 w Dniepropetrowsku, zm. 13 lipca 1992 w Moskwie) – radziecki przemysłowiec i działacz państwowy i partyjny narodowości ukraińskiej.

## Życiorys
W 1959 ukończył Dniepropetrowski Instytut Inżynieryjno-Budowlany, pracował w zarządzie budowlanym trustu "Jużuraltiażstroj" w Orsku, a 1962-1965 był nauczycielem i zastępcą dyrektora technikum budowlanego w Nowotroicku. Od 1963 w KPZR, 1965-1966 szef zarządu budowlanego trustu "Nowotroickmietałłurgstroj" w obwodzie orenburskim, 1966-1968 główny inżynier i szef zarządu budowlanego "Gorstroj" w Dniepropetrowsku, 1968-1973 zastępca zarządcy, główny inżynier i zarządca trustu "Dniepropietrowskpromstroj". Następnie w latach 1973-1977 I zastępca przewodniczącego Komitetu Wykonawczego Dniepropetrowskiej Rady Miejskiej, 1977-1980 główny inżynier i szef kombinatu "Dniepromietałłurgstroj" w Dniepropetrowsku, 1980–1981 zastępca ministra, a 1981-1983 I zastępca ministra budownictwa przedsiębiorstw przemysłu ciężkiego Ukraińskiej SRR. Od 1983 do stycznia 1986 zastępca ministra budownictwa przedsiębiorstw przemysłu ciężkiego ZSRR, od stycznia do września 1986 minister budownictwa ZSRR, od września 1986 do lipca 1989 minister budownictwa w północnych i zachodnich rejonach ZSRR, a od 26 lipca 1989 do 14 lipca 1990 minister budownictwa w północnych i zachodnich rejonach RFSRR. Od 6 marca 1986 do 2 lipca 1990 zastępca członka KC KPZR. Deputowany do Rady Najwyższej ZSRR 11 kadencji. Odznaczony dwoma Orderami Czerwonego Sztandaru Pracy.